# Copa CECAFA femenina 2025
La Copa CECAFA femenina del 2025 fue la 6.ª edición de dicha competición. Se jugó en Dar es-Salam, Tanzania, del 12 al 21 de junio de 2025.

## Equipo participantes
El 2 de junio de 2025, la CECAFA confirmó la participación de cuatro de sus miembros y se esperaba que más equipos confirmara en los próximos días. El 5 de junio, se confirmó que cinco (de los 11 equipos) participarían en el torneo.
- Burundi
- Kenia
- Sudán del Sur
- Tanzania
- Uganda

### No participan
- Yibuti
- Etiopía
- Eritrea
- Ruanda
- Sudán
- Zanzíbar

## Clasificación
| Pos. | Equipo        | Pts. | PJ | G | E | P | GF | GC | Dif. | Clasificación |
| ---- | ------------- | ---- | -- | - | - | - | -- | -- | ---- | ------------- |
| 1    | Tanzania      | 12   | 4  | 4 | 0 | 0 | 13 | 0  | +13  | Campeón.      |
| 2    | Kenia         | 9    | 4  | 3 | 0 | 1 | 11 | 1  | +10  | Subcampeón.   |
| 3    | Uganda        | 3    | 4  | 1 | 0 | 3 | 5  | 7  | −2   |               |
| 4    | Burundi       | 3    | 4  | 1 | 0 | 3 | 2  | 12 | −10  |               |
| 5    | Sudán del Sur | 3    | 4  | 1 | 0 | 3 | 3  | 14 | −11  |               |

Actualizado a los partidos jugados el 21 de junio de 2025.
 Fuente: Soccerway

## Fixture
| Fecha                      | Lugar        |               |                          | Resultado |                          |               |
| -------------------------- | ------------ | ------------- | ------------------------ | --------- | ------------------------ | ------------- |
| 13 de junio de 2025, 16:00 | Dar es-Salam | Uganda        | Bandera de Uganda        | 0:1       | Bandera de Burundi       | Burundi       |
| 13 de junio de 2025, 19:00 | Dar es-Salam | Sudán del Sur | Bandera de Sudán del Sur | 0:4       | Bandera de Tanzania      | Tanzania      |
| 15 de junio de 2025, 16:00 | Dar es-Salam | Burundi       | Bandera de Burundi       | 0:3       | Bandera de Kenia         | Kenia         |
| 15 de junio de 2025, 19:00 | Dar es-Salam | Sudán del Sur | Bandera de Sudán del Sur | 0:5       | Bandera de Uganda        | Uganda        |
| 17 de junio de 2025, 16:00 | Dar es-Salam | Tanzania      | Bandera de Tanzania      | 6:0       | Bandera de Burundi       | Burundi       |
| 17 de junio de 2025, 19:00 | Dar es-Salam | Kenia         | Bandera de Kenia         | 4:0       | Bandera de Uganda        | Uganda        |
| 19 de junio de 2025, 16:00 | Dar es-Salam | Kenia         | Bandera de Kenia         | 4:0       | Bandera de Sudán del Sur | Sudán del Sur |
| 19 de junio de 2025, 19:00 | Dar es-Salam | Uganda        | Bandera de Uganda        | 0:2       | Bandera de Tanzania      | Tanzania      |
| 21 de junio de 2025, 14:00 | Dar es-Salam | Burundi       | Bandera de Burundi       | 1:3       | Bandera de Sudán del Sur | Sudán del Sur |
| 21 de junio de 2025, 18:00 | Dar es-Salam | Tanzania      | Bandera de Tanzania      | 1:0       | Bandera de Kenia         | Kenia         |

## Campeón
| Bandera de Tanzania |
| Campeón Tanzania    |
| 3.er título         |

## Goleadoras
| Jugador          | Selección | Goles |
| ---------------- | --------- | ----- |
| Opah Clement     | Tanzania  | 5     |
| Martha Amunyolet | Kenia     | 4     |
| Diana Msewa      | Tanzania  | 3     |
| Sylvia Kabene    | Uganda    | 3     |